# Polpoda
Polpoda es un género de plantas de flores de la familia Molluginaceae con dos especies.

## Especies seleccionadas
- Polpoda capensis
- Polpoda stipulacea

- Datos: Q9061505
- Especies: Polpoda